# Nati nel 1953/Maggio
| Questa pagina contiene informazioni ricavate automaticamente dalle voci biografiche con l'ausilio del template Bio e di un bot. L'aggiornamento è periodico e automatico e ricostruisce completamente la pagina. Se manca una persona in questa lista, sei pregato di non aggiungerla, ma accertati piuttosto che la sua voce biografica contenga il template Bio e che i dati anagrafici siano correttamente compilati. Se il template Bio manca, inseriscilo tu stesso o, in alternativa, metti l'avviso {{tmp\|Bio}} che ne segnala la mancanza. Se i dati riportati sono sbagliati, correggi direttamente la voce biografica; le modifiche saranno visibili in questa lista entro pochi giorni. Per chiarimenti vedi il progetto biografie. La lista contiene solo le 236 persone che sono citate nell'enciclopedia e per le quali è stato implementato correttamente il template Bio. Pagina aggiornata al 18 ago 2025. |

- 1º maggio - Mayumi Aoki, ex nuotatrice giapponese
- 1º maggio - Glen Ballard, produttore discografico e musicista statunitense
- 1º maggio - Brigitte Barèges, politica francese
- 1º maggio - Pierre Franckh, attore, doppiatore e scrittore tedesco
- 1º maggio - Carlo Lucherini, politico italiano
- 1º maggio - Ed Perlmutter, politico e avvocato statunitense
- 1º maggio - Radhey Shyam, cestista indiano († 2006)
- 1º maggio - Tamás Szombathelyi, ex pentatleta ungherese
- 1º maggio - Naoya Uchida, attore e doppiatore giapponese
- 2 maggio - Gérard Castella, allenatore di calcio e ex calciatore svizzero
- 2 maggio - Paola Folzini, cantante italiana
- 2 maggio - Valerij Abisalovič Gergiev, direttore d'orchestra russo
- 2 maggio - Wang Lixiong, scrittore, saggista e attivista cinese
- 2 maggio - Domitien Ndayizeye, politico burundese
- 2 maggio - Margareta Simu, ex marciatrice svedese
- 3 maggio - Emanuele Curcio, ex calciatore italiano
- 3 maggio - Jurij Gavrilov, ex calciatore e allenatore di calcio sovietico
- 3 maggio - Lorenzo Ghiselli, pilota motociclistico italiano († 1985)
- 3 maggio - Yacouba Konaté, critico d'arte ivoriano
- 3 maggio - Enrico Nistri, giornalista, storico e scrittore italiano
- 3 maggio - Francesco Profumo, ingegnere, politico e dirigente d'azienda italiano
- 3 maggio - Irene Rosenfeld, imprenditrice e dirigente d'azienda statunitense
- 3 maggio - Stephen Warbeck, compositore britannico
- 3 maggio - Gary Young, musicista statunitense († 2023)
- 4 maggio - Oleta Adams, cantante e pianista statunitense
- 4 maggio - Charles Brincat, ex calciatore maltese
- 4 maggio - Masashi Ebara, attore e doppiatore giapponese
- 4 maggio - Nina Gopova, ex canoista sovietica
- 4 maggio - Paul Hart, allenatore di calcio e ex calciatore inglese
- 4 maggio - Sonia Masini, politica italiana
- 4 maggio - Yvetta Polláková, ex cestista cecoslovacca
- 4 maggio - Lulu Santos, cantante, musicista e produttore discografico brasiliano
- 5 maggio - Luciano Garofano, biologo italiano
- 5 maggio - Dieter Zetsche, ingegnere e imprenditore tedesco
- 5 maggio - Adolfo Zordan, politico italiano
- 6 maggio - Aleksandr Fëdorovič Akimov, ingegnere sovietico († 1986)
- 6 maggio - Tony Blair, politico britannico
- 6 maggio - Mark Farrell, tennista britannico († 2018)
- 6 maggio - Ivan Fedele, compositore italiano
- 6 maggio - Albert LeGatt, arcivescovo cattolico canadese
- 6 maggio - Wanda Marasco, scrittrice, attrice e regista italiana
- 6 maggio - Emmanuel Quarshie, calciatore ghanese († 2013)
- 6 maggio - Marco Romano, ex schermidore italiano
- 6 maggio - Graeme Souness, ex calciatore e allenatore di calcio scozzese
- 7 maggio - Waldemar Kita, dirigente sportivo e imprenditore polacco
- 7 maggio - Paolo Landi, giornalista, scrittore e manager italiano
- 7 maggio - Joshua Sinclair, attore, sceneggiatore e regista statunitense
- 8 maggio - Billy Burnette, cantante e chitarrista statunitense
- 8 maggio - Alex van Halen, batterista olandese
- 8 maggio - Walter Krause, ex calciatore tedesco
- 8 maggio - Michele Pompeo Meta, politico italiano
- 8 maggio - Joachim Ntahondereye, vescovo cattolico burundese
- 8 maggio - Tony Sperandeo, attore italiano
- 8 maggio - Wolfgang Warnemünde, ex discobolo tedesco
- 9 maggio - Awad Abdel Nabi, ex cestista egiziano
- 9 maggio - John Edwards, musicista inglese
- 9 maggio - Giovanni Ferradini, ex calciatore italiano
- 9 maggio - Amy Hill, attrice statunitense
- 9 maggio - Kojo, cantante finlandese
- 9 maggio - Roberto Longo, matematico italiano
- 9 maggio - Henri Magne, copilota di rally francese († 2006)
- 9 maggio - Manny Matos, ex calciatore statunitense
- 9 maggio - Dieter Wendisch, ex canottiere tedesco
- 9 maggio - Pierre d'Ornellas, arcivescovo cattolico francese
- 10 maggio - Peter Borwein, matematico canadese († 2020)
- 10 maggio - Laura Bosio, scrittrice italiana
- 10 maggio - Sergio Giordani, politico e dirigente sportivo italiano
- 10 maggio - Rudy Hackett, ex cestista statunitense
- 10 maggio - Preben Jørgensen, ex calciatore norvegese
- 10 maggio - Roman Rosul, ex calciatore statunitense
- 10 maggio - Ralf Rothmann, scrittore, poeta e drammaturgo tedesco
- 10 maggio - Tito Santana, ex wrestler statunitense
- 10 maggio - Evert Skoglund, ex calciatore italiano
- 10 maggio - Yekta Uzunoğlu, scrittore, traduttore e medico turco
- 10 maggio - Jim Zorn, ex giocatore di football americano e allenatore di football americano statunitense
- 11 maggio - Đorđe Balašević, cantautore jugoslavo († 2021)
- 11 maggio - Giancarlo Flati, pittore, scrittore e chirurgo italiano
- 11 maggio - Boyd Gaines, attore statunitense
- 11 maggio - Carmen Llera, scrittrice spagnola
- 11 maggio - Kiti Mánver, attrice spagnola
- 11 maggio - Helma Orosz, politica tedesca
- 11 maggio - Gordana Siljanovska-Davkova, politica e giurista macedone
- 11 maggio - Vaït Talğaev, allenatore di calcio e ex calciatore kazako
- 12 maggio - Paolo Arcà, compositore italiano
- 12 maggio - Kevin Grevey, ex cestista statunitense
- 12 maggio - Enrico Nan, avvocato e politico italiano
- 12 maggio - Mauro Rufo, ex calciatore italiano
- 13 maggio - Tunde Bamidele, calciatore nigeriano († 1997)
- 13 maggio - Paolo Barabani, cantautore, paroliere e chitarrista italiano
- 13 maggio - Zlatko Burić, attore jugoslavo
- 13 maggio - Patricia Coleman, ex tennista australiana
- 13 maggio - Antonio D'Angelo, calciatore italiano († 1980)
- 13 maggio - Paul Jones, ex calciatore inglese
- 13 maggio - Lisa Lyon, modella, attrice e culturista statunitense († 2023)
- 14 maggio - Luciano Caravani, ex velocista italiano
- 14 maggio - Tom Cochrane, cantautore e musicista canadese
- 14 maggio - Wim Mertens, compositore, pianista e chitarrista belga
- 14 maggio - Paul Shortino, cantante statunitense
- 14 maggio - Norodom Sihamoni, re cambogiano
- 15 maggio - Bogić Bogićević, politico bosniaco
- 15 maggio - George Brett, ex giocatore di baseball statunitense
- 15 maggio - Andrea Cavicchioli, politico italiano
- 15 maggio - Jacques Cornu, pilota motociclistico svizzero
- 15 maggio - Cleavant Derricks, attore e cantautore statunitense
- 15 maggio - Ernő Kolczonay, schermidore ungherese († 2009)
- 15 maggio - Paul Mattei, latinista, filologo classico e traduttore francese
- 15 maggio - Mike Oldfield, compositore e polistrumentista britannico
- 15 maggio - Luis Gregorio Ramos, ex canoista spagnolo
- 15 maggio - Franco Selvaggi, ex calciatore e allenatore di calcio italiano
- 15 maggio - Steve Wegerle, ex calciatore sudafricano
- 16 maggio - Luis Javier Argüello García, arcivescovo cattolico spagnolo
- 16 maggio - Pierce Brosnan, attore e produttore cinematografico irlandese
- 16 maggio - Sergio Gentili, politico italiano
- 16 maggio - Daniela Mazzuconi, politica italiana
- 16 maggio - Peter Onorati, attore statunitense
- 16 maggio - Battista Paganelli, ex canottiere italiano
- 16 maggio - Richard Page, musicista e compositore statunitense
- 16 maggio - Werner Sobek, ingegnere e architetto tedesco
- 16 maggio - Kitanoumi Toshimitsu, lottatore di sumo giapponese († 2015)
- 17 maggio - Gérard Krawczyk, regista francese
- 17 maggio - Michele Mezza, giornalista e saggista italiano
- 17 maggio - Luca Prodan, cantautore italiano († 1987)
- 17 maggio - Yōko Shimada, attrice giapponese († 2022)
- 17 maggio - Jerzy Stanuch, canoista polacco
- 17 maggio - Qasym-Jomart Toqaev, politico e diplomatico kazako
- 18 maggio - Helen Chadwick, artista britannica († 1996)
- 18 maggio - David Deutsch, fisico britannico
- 18 maggio - Manuela Leombruni, regista italiana
- 18 maggio - Marco Onorato, direttore della fotografia italiano († 2012)
- 19 maggio - Franco Borghetto, politico italiano
- 19 maggio - Šavarš Karapetyan, nuotatore armeno
- 19 maggio - Elena Matous, ex sciatrice alpina italiana
- 19 maggio - Oliver Purnell, allenatore di pallacanestro statunitense
- 19 maggio - Albert Pyun, regista statunitense († 2022)
- 19 maggio - Victoria Wood, comica, attrice e cantante britannica († 2016)
- 19 maggio - Alberto Zeppieri, produttore discografico italiano
- 20 maggio - Serge Muhmenthaler, ex calciatore e arbitro di calcio svizzero
- 20 maggio - Mariangela Piancastelli, ex cestista italiana
- 20 maggio - Patrizia Valduga, poetessa e traduttrice italiana
- 20 maggio - Nazzareno Verzini, ex calciatore italiano
- 20 maggio - Marco Zuccarini, direttore d'orchestra italiano
- 20 maggio - Ferruccio de Bortoli, giornalista e saggista italiano
- 21 maggio - Nora Aunor, attrice, cantante e produttrice cinematografica filippina († 2025)
- 21 maggio - Carl Carlton, cantante statunitense
- 21 maggio - Donna Drake, attrice, ballerina e cantante statunitense
- 21 maggio - Giuseppe Furlanis, architetto e designer italiano
- 21 maggio - Peter Lim, imprenditore e dirigente sportivo singaporiano
- 21 maggio - Luis María Prada, ex cestista spagnolo
- 21 maggio - Margherita Sestito, doppiatrice e attrice italiana
- 22 maggio - Mike Barry, ex calciatore inglese
- 22 maggio - François Bon, scrittore e traduttore francese
- 22 maggio - Dennis Bovell, musicista e produttore discografico barbadiano
- 22 maggio - Siegfried Brugger, politico italiano
- 22 maggio - Cha Bum-kun, ex calciatore, allenatore di calcio e dirigente sportivo sudcoreano
- 22 maggio - Stuart Elliott, batterista inglese
- 22 maggio - Anders Grönhagen, allenatore di calcio e ex calciatore svedese
- 22 maggio - Marco Mariani, politico italiano
- 22 maggio - Paul Mariner, calciatore e allenatore di calcio inglese († 2021)
- 22 maggio - Jürgen Seeher, storico e archeologo tedesco
- 22 maggio - Svein Ystenes, ex calciatore norvegese
- 22 maggio - Mohammed bin Nawwaf Al Sa'ud, principe e diplomatico saudita
- 23 maggio - Raffaele Cinotti, militare italiano († 1981)
- 23 maggio - Rick Fenn, chitarrista britannico
- 23 maggio - Enzo Trossero, allenatore di calcio e ex calciatore argentino
- 23 maggio - Agathe Uwilingiyimana, politica ruandese († 1994)
- 24 maggio - Gustavo Aguirre, ex cestista argentino
- 24 maggio - Nell Campbell, attrice e cantante australiana
- 24 maggio - Diego Cugia, giornalista, scrittore e regista italiano
- 24 maggio - Lamberto Leoni, ex pilota automobilistico e pilota motonautico italiano
- 24 maggio - Alfred Molina, attore e doppiatore britannico
- 24 maggio - Carlos Rivas, ex calciatore cileno
- 25 maggio - Álvaro Amaro, politico portoghese
- 25 maggio - Steve Della Casa, critico cinematografico e direttore artistico italiano
- 25 maggio - Eve Ensler, drammaturga statunitense
- 25 maggio - László Foltán, ex canoista ungherese
- 25 maggio - Jane Greer, poetessa statunitense († 2025)
- 25 maggio - Hafez Haidar, arabista, scrittore e traduttore libanese
- 25 maggio - Reiko Ike, attrice e cantante giapponese
- 25 maggio - Francesco Moraglia, patriarca cattolico italiano
- 25 maggio - Daniel Passarella, dirigente sportivo, allenatore di calcio e ex calciatore argentino
- 25 maggio - Peter Rajniak, cestista e allenatore di pallacanestro cecoslovacco († 2000)
- 25 maggio - Stan Sakai, fumettista giapponese
- 25 maggio - Gaetano Scirea, calciatore italiano († 1989)
- 25 maggio - Vjačeslav Anatol'evič Štyrov, politico russo
- 26 maggio - Paolo Bianchi, ex cestista italiano
- 26 maggio - Mabel Bocchi, ex cestista e giornalista italiana
- 26 maggio - Marianne Buggenhagen, ex atleta paralimpica tedesca
- 26 maggio - Michael Gleason, tastierista, chitarrista e cantante statunitense
- 26 maggio - Kay Hagan, politica statunitense († 2019)
- 26 maggio - Don McAllister, allenatore di calcio e ex calciatore inglese
- 26 maggio - Michael Portillo, politico e conduttore televisivo britannico
- 26 maggio - Dan Roundfield, cestista statunitense († 2012)
- 26 maggio - Raffaele Savigni, medievista italiano
- 26 maggio - David Torn, chitarrista statunitense
- 27 maggio - Lucio Barani, politico italiano
- 27 maggio - Antonio Borrometi, politico italiano († 2022)
- 27 maggio - Graziella Chiappalone, ex modella e showgirl italiana
- 27 maggio - Leonardo Giuliano, produttore cinematografico e regista italiano
- 27 maggio - Greg Hicks, attore britannico
- 27 maggio - Hideyuki Nagashima, ex lottatore giapponese
- 28 maggio - José Câmnate na Bissign, vescovo cattolico guineense
- 28 maggio - Silvana De Mari, scrittrice e blogger italiana
- 28 maggio - Clotilde De Spirito, attrice italiana
- 28 maggio - Marc Di Napoli, attore cinematografico e pittore francese
- 28 maggio - Luca Formenton, editore italiano
- 28 maggio - Arto Lindsay, chitarrista, cantante e produttore discografico statunitense
- 28 maggio - Kevin Van Hentenryck, attore e artista statunitense
- 29 maggio - Aleksandr Abdulov, attore russo († 2008)
- 29 maggio - Roberto Antonelli, allenatore di calcio e ex calciatore italiano
- 29 maggio - Zoja Deražinskaja, ex schermitrice sovietica
- 29 maggio - Danny Elfman, compositore, cantante e attore statunitense
- 29 maggio - Luigi Fedele, politico italiano
- 29 maggio - Ludovica Marineo, sceneggiatrice, doppiatrice e drammaturga italiana
- 29 maggio - José Martínez González, calciatore messicano († 1981)
- 29 maggio - Massimo Mattolini, calciatore italiano († 2009)
- 29 maggio - Sue Rojcewicz, ex cestista e allenatrice di pallacanestro statunitense
- 29 maggio - Roberto Giovanni Timossi, filosofo italiano
- 29 maggio - Mario Tosti, storico italiano
- 29 maggio - Hans Wallner, ex saltatore con gli sci austriaco
- 29 maggio - Alain Weisz, allenatore di pallacanestro e dirigente sportivo francese
- 30 maggio - Larry D. Alexander, artista e scrittore statunitense
- 30 maggio - Antonio Azzollini, politico italiano
- 30 maggio - Mario Borciani, compositore e pianista italiano
- 30 maggio - Pierluigi Camiscioni, rugbista a 15 e stuntman italiano († 2020)
- 30 maggio - Can Xue, scrittrice cinese
- 30 maggio - Jim Hunter, ex sciatore alpino canadese
- 30 maggio - Anna Lavatelli, scrittrice italiana
- 30 maggio - Colm Meaney, attore irlandese
- 30 maggio - John Oswald, compositore, sassofonista e artista canadese
- 30 maggio - Vito Rallo, arcivescovo cattolico italiano
- 30 maggio - Peter Townend, surfista australiano
- 31 maggio - Fabio Concato, cantautore italiano
- 31 maggio - Stuart Kennedy, ex calciatore scozzese
- 31 maggio - José Leonardo Lemos Montanet, vescovo cattolico spagnolo
- 31 maggio - Jaime Maussan, giornalista, scrittore e ufologo messicano
- 31 maggio - Ângelo Paulino de Souza, calciatore, avvocato e politico brasiliano († 2007)